# Far til fire - Onkel Sofus vender tilbage
Far til fire - Onkel Sofus vender tilbage er en dansk film fra 2014, og den første i fjerde generation af Far til fire-serien. Filmen havde premiere den 6. februar 2014.
Instruktion: Giacomo Campeotto.

## Medvirkende
- Jesper Asholt − Far
- Kurt Ravn − Onkel Anders/Sofus
- Bodil Jørgensen − Fru Sejersen
- Sigurd Phillip Dalgas − Per
- Karoline Hamm − Mie
- Rasmus Bardram − Ole
- Emilie Werner Semmelroth − Søs